# Proteína cinasa

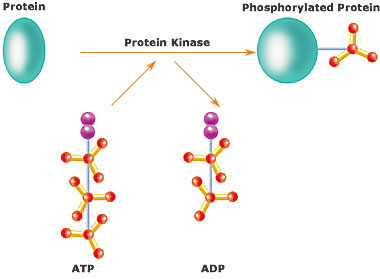
Una proteína (azul) es fosforilada con un grupo fosfato donado por el ATP, reacción catalizada por una proteína cinasa.

Las proteína cinasas (también llamadas proteína quinasas) son un tipo de enzimas que modifican otras moléculas (sustratos), mediante fosforilación. De ese modo, los sustratos son activados y en algunos casos desactivados.
La fosforilación consiste en transferir un grupos fosfatos desde ATP a un sustrato específico o diana. Todas las cinasas necesitan un ion metálico divalente como el Mg2+ o el Mn2+ para transferir el grupo fosfato. Algunos ejemplos son: la cinasa dependiente de AMP cíclico (PKA) y la cinasa dependiente de ARN de doble cadena (PKR). Según la nomenclatura oficial son ATP(x)fosfotransferasas, donde (x)= molécula a la que se transfiere el grupo fosfato.
Las proteína cinasas son un subtipo de cinasas, que actúan sobre una proteína activándola o desactivándola. Las cinasas ocupan, por tanto, un lugar central en los mecanismos de señalización celular, la cascada de respuesta ante una señal química que llegue a la célula: sirven de puente entre un segundo mensajero (usualmente, AMPc), y las respuestas celulares al estímulo (activación o desactivación de factores de transcripción, por ejemplo). Se calcula que hasta el 30% de todo el proteoma celular es susceptible de variar su actividad por acción de una cinasa. El genoma humano contiene cerca de 500 genes que codifican proteínas cinasa, constituyendo cerca del 2% de todos los genes.

## Clasificación de las proteína cinasas
Tipos de proteína cinasas:
- Proteína cinasa A (PKA)
- Proteína cinasa B (PKB/AKT)
- Proteína cinasa C (PKC)
- Proteína cinasa Mζ (PKMζ)
- Proteína cinasa R (PKR)

Una clasificación actualmente en uso de la superfamilia de las cinasas las divide en: cinasas convencionales (ePKs) y cinasas atípicas (aPKs).

### Cinasas convencionales
Las cinasas convencionales se distribuyen en ocho familias:
- Familia AGC: abarca las cinasas enlazadas a proteínas G.
- Familia CAMKs: abarca las cinasas reguladas por calmodulina.
- Familia CMGC: abarca las cinasas dependientes de ciclinas.
- Familia CK1: abarca la caseína-cinasa.
- Familia RGC: abarca los receptores asociados a guanilato ciclasa.
- Familia STE: abarca las MAP cinasas.
- Familia TK: abarca las tirosina cinasas.
- Familia TKL: abarca las proteínas de tipo tirosina-cinasas.

### Cinasas atípicas
Las cinasas atípicas no tienen una secuencia muy similar a la de las cinasas convencionales, pero tienen actividad enzimática de cinasa. Comprenden:
- Familia alfa
- Familia PIKK
- Familia PDHK
- Familia RIO